# Buldogue serrano
Buldogue serrano är en hundras från Brasilien. Den är en molosserhund med traditionell användning som boskapshund och slaktarhund. Namnet betyder bergs-bulldogg, den står nära Buldogue campeiro med liknande ursprung och användningsområde. De härstammar från europeiska molosserhundar som förts till Brasilien av europeiska emigranter. Dess kärnområde är Mato Grosso do Sul, Paraná, Santa Catarina och Rio Grande do Sul. Rasen är inte erkänd av Fédération Cynologique Internationale (FCI) men är nationell erkänd av den brasilianska kennelklubben Confederação Brasileira de Cinofilia (CBC).